# Gerald
Gerald es un pueblo canadiense situado en la provincia de Saskatchewan.

## Superficie
Gerald tiene una superficie de 0,74 km².

## Demografía
En 2021, tenía 129 habitantes, una densidad poblacional de 174 hab./km², y 68 viviendas.